# Weißenstein
Weißenstein es una localidad situada en el distrito de Villach, en el estado de Carintia, Austria. Tiene una población estimada, a principios del año 2022, de 2940 habitantes.
Está ubicada en la zona centro-sur del estado, cerca de la ciudad de Villach y de la frontera con Eslovenia.